# Джейден Джеймс
Дже́йден Джеймс (англ. Jayden Jaymes, наст. имя — Мише́ль Ли Ма́йо (англ. Michele Lee Mayo); род. 13 февраля 1986 года, Апленд, Калифорния) — американская порноактриса и модель.

## Биография
Родилась 13 февраля 1986 года в городе Апленд, штат Калифорния, США. Настоящее имя девушки — Мишель Ли Майо. С раннего детства, на протяжении многих лет, Джейден серьёзно занималась балетом. После окончания школы Джейден поступила в колледж, по специальности бизнес и бухгалтерский учёт. Как только ей исполнилось 18 лет, она стала подрабатывать моделью и танцевать стриптиз.
Дебютировала в порноиндустрии в ноябре 2006 года, и с тех пор стала одним из самых узнаваемых лиц в индустрии.
Начиная с 2006 года снялась в 712 порнофильмах, среди которых сцены для таких сайтов как Brazzers, Bang Bros, Hustler и других.
Первый фильм, в котором снялась актриса, также вышел в 2006 году. Кроме съемок в фильмах для взрослых, девушка появляется на экранах телевизора, в программах, посвященных сексу. Джейден часто приглашают на небольшие роли в сериалах.
В 2009 она появилась в документальном сериале True Life («Правда Жизни») на канале MTV, в эпизоде о порнографии.
Она так же снималась и в нескольких художественных фильмах в эпизодических ролях.
Джейден была неоднократно номинирована на AVN Awards, а в 2010 году победила в номинации «Лучшая групповая сцена» (Best Group Sex Scene).
У актрисы имеется целая сеть своих собственных веб-сайтов. Она ведет свой блог в интернете. В нём актриса пишет о своей личной жизни и карьере. Через блог она объявила о том, подписала шестилетний контракт с Topco Sales, крупнейшим в США производителем интимных товаров, о выпуске эксклюзивной линии секс-игрушек от Джейден Джеймс.
Любимый порноактёр Джейден Джеймс — Кейран Ли.
Актриса живёт в городе Вудленд Хилз, штат Калифорния.
В 2020 году Джейден Джеймс родила мальчика.

## Премии и номинации
- 2009 AVN Award — номинация — Лучшая новая старлетка[6]
- 2009 Hot d'Or — номинация — Лучшая американская старлетка
- 2009 NightMoves — Winner — Лучшая новая старлетка — Выбор фанатов[7]
- 2010 AVN Award — номинация — Лучшая новая веб-старлетка — www.JaydenJaymesXXX.com[8]
- 2010 AVN Award — победитель — Лучшая групповая сцена секса — 2040 (с Джессикой Дрейк, Кирстен Прайс, Алектрой Блу, Микайлой Мендес, Тори Лейн, Кайла Каррера, Кейлени Леи, Рэнди Спирсом, Брэдом Армстронгом, Рокко Ридом, Маркусом Лондоном, Миком Блу и Ти Джей Каммингсом)[8]
- 2010 AVN Award — номинация — Best Tease Performance — Curvy Girls 4[8]
- 2010 AVN Award — номинация — Best All Girl Three-Way Sex Scene — Sweet Cheeks 11[8]
- 2011 AVN Award — номинация — Best Tease Performance — Jayden Jaymes Unleashed[9]
- 2011 AVN Award — номинация — Best All Sex Release — Jayden Jaymes Unleashed[9]
- 2011 AVN Awards номинация — Best All-Girl Group Sex Scene — Girlvana 5 (с Велисити Вон, Бринн Тайлер, Чарли Чейз, Кортни Каммз, Бриджит Би, Джулия Энн, Kirra Lynne, Мисси Стоун, Моник Александр, Никки Роудс, Raylene, Сара Ванделла, София Санти, Мэделин Мэри)[10]
- 2011 AVN Award — номинация — Best Web Premiere — PUBA Real Life: Jayden Jaymes[9]
- 2012 AVN Award — номинация — Best Three-Way Sex Scene (G/G/B) — Party Girls (с Мануэлем Феррарой и Дженной Пресли)
- 2012 AVN Award — номинация — Best Oral Sex Scene — Massive Facials 3
- 2012 AVN Award — номинация — Best Group Sex Scene — Gangbanged 2 (с Brock Adams, Джеймс Дин, Эрик Эверхард, Jon Jon, Danny Mountain, Chris Strokes и Джон Стронг)
- 2012 AVN Award — номинация — Best All-Girl Group Sex Scene — Prison Girls (с Маккензи Ли и Феникс Мари)[11]
- 2014 AVN Award — номинация — Unsung Starlet of the Year[12]
- 2014 AVN Award — Best Body (Fan Award)[13]
- 2014 XBIZ Award — номинация — Лучшая сцена — All-Girl (с Лондон Киз)[14]